# Isakowo (Udmurcja)
Isakowo (ros. Исаково) – wieś (dieriewnia) w Rosji, w Udmurcji, w rejonie balezińskim. W 2010 liczyła 524 mieszkańców.